# Fotografia eròtica
La fotografia eròtica és un estil de fotografia artística de naturalesa eròtica i fins i tot sexualment suggestiva o provocativa, i és generalment una composició d'un subjecte posant. Encara que normalment els subjectes de la fotografia eròtica estan despullats de manera parcial o bé total, no és necessari que ho estiguin. Cal distingir entre fotografia eròtica de nu, que és la dels subjectes nus en situacions no necessàriament eròtiques, i fotografia pornogràfica, de naturalesa sexualment explícita, i que generalment no té aspiracions artístiques ni estètiques de cap tipus.
A partir de la dècada del 1960 la fotografia eròtica progressivament va passar a dir-se fotografia glamour; la fotografia eròtica anterior a 1960 és sovint descrita com fotografia "vintage".
Les fotografies eròtiques es tenen normalment un ús comercial, incloent-hi calendaris produïts en sèrie, pin-ups i revistes per a homes, com Playboy, encara que de vegades les fotografies estan pensades per a ser vistes només per la parella del subjecte. Aquests subjectes poden ser models professionals, famosos o aficionats; molt pocs artistes coneguts han posat nus en fotografies; el primer que en fer-ho va ser l'actriu d'espectacles Adah Isaacs Menken (1835-1868). D'altra banda, un cert nombre d'estrelles cinematogràfiques han posat per fotografies de pin-up, i s'han convertit en sex symbols tant en fotografia com en altres mitjans. Tradicionalment, els subjectes de les fotografies eròtiques han estat femenins, però des de la dècada del 1970 també s'han publicat imatges eròtiques d'homes.

## Història

### Inicis
Abans de 1835, les descripcions de nuesa generalment només es donaven en pintures i dibuixos. Aquell any, Louis Daguerre va inventar el primer procés fotogràfic pràctic. A diferència d'intents fotogràfics anteriors, els seus daguerreotips tenien una qualitat increïble i no s'esvanien amb el temps. Els artistes van adoptar la nova tecnologia com a nova manera de descriure la forma nua, que en la pràctica era la forma femenina. Fent això, com a mínim inicialment, intentaven seguir els estils i les tradicions de l'art.
A  Nude Photography, 1840–1920, Peter Marshall afirma: "En el clima moral que prevalia en el moment de la invenció de la Fotografia, l'única fotografia oficialment aprovada del cos era per a la producció dels estudis dels artistes. Molts dels exemples que sobreviuen de daguerreotips no són específicament d'aquest gènere, però sí que tenen una sensualitat que clarament implica que estaven pensades com imatges eròtiques o pornogràfiques.
El daguerreotips també tenien desavantatges, tanmateix. La dificultat principal era que només es podien reproduir fotografiant la fotografia original. A més a més, els temps d'exposició dels primers daguerreotips anaven de tres a quinze minuts, fent-los una mica inconvenients per als retrats. El cost del procés també va limitar l'extensió de la tecnologia. Ja que una fotografia podia costar el salari d'una setmana, l'audiència per als nus es reduïa principalment a artistes i l'alta societat. L'estereoscòpia de nu va començar el 1838 i es va tornar extremadament popular.

### Influència francesa
L'aparició inicial de postals fotogràfiques (i l'entusiasme amb què s'abraçava el nou mitjà) va obrir alguns assumptes legals que es poden veure com precursors de controvèrsies posteriors sobre Internet. Les postals fotogràfiques permetien i animaven molts individus enviar imatges més enllà de les fronteres, i la disponibilitat legal d'una imatge de postal en un país no garantia que aquesta fos consideraria "apropiada" al país de destinació, o als països intermedis a través dels quals la postal havia de passar. Alguns països es negaven a manipular postals que contenien referències sexuals (en postals de platges) o imatges de nuesa completa o parcial (per exemple, en imatges d'estàtues clàssiques o pintures). Moltes postals franceses es feien amb dones despullades en posats eròtics; aquestes es venien com postals, excepte que el seu principal propòsit no era ser enviat per correu perquè haguessin estat prohibides. Els comerciants de carrers, les botigues de tabac, i una varietat d'altres venedors compraven les fotografies per a revendre-les als turistes.
En canvi, les fotografies de nus es comercialitzaven en una revista mensual anomenada "La Beauté", que estava destinada a artistes que buscaven posats; cada exemplar contenia 75 imatges de nus, que es podien demanar per correu en forma de postals, acolorides a mà o virades a sèpia.
A la premsa espanyola de l'època es troben sovint anuncis de venda de nusos i fotografies eròtiques per correspondència.

### Primera meitat del segle XX
Els primers anys del segle van veure unes quantes millores importants en el disseny de càmeres, incloent-hi la invenció el 1913 del 35 mm o de la càmera "indiscreta" de l'empresa d'Ernst Leitz per part d'Oskar Barnack. L'Ur-Leica era una càmera compacta basada en la idea de reduir el format dels negatius i ampliar-los més tard, un cop haguessin estat exposats. Aquest mecanisme petit i transportable feia més fàcil la fotografia de nu en parcs aïllats i d'altres llocs semipúblics, i va representar un gran avenç per a la fotografia eròtica d'aficionats. Els artistes estaven encantats de la seva nova habilitat per fer fotos espontànies sense haver de transportar un aparell pesat.
A l'artista E. J. Bellocq, qui feia les seves imatges més conegudes utilitzant el procediment antic de les plaques de vidre, se'l recorda millor perquè les seves fotografies realistes de prostitutes en escenes domèstiques a Storyville, el districte vermell de Nova Orleans. A diferència de les habituals fotografies de dones posant incòmodament enmig de robes, vels, flors, fruita, columnes clàssiques i brasers orientals, les models de Bellocq semblen relaxades i còmodes. David Steinberg especula que les prostitutes es podien haver sentit a gust amb Bellocq perquè ell també era un marginat.
Julian Mandel es va fer conegut durant les dècades del 1920 i el 1930 per les seves fotografies excepcionals de la forma femenina. Participant en el nou "moviment a l'aire lliure de la nova era" alemany, Mandel va prendre nombroses fotografies en escenes naturals, que publicava a través dels estudis d'A. Noyer i PC Paris, ambdós amb seu a París. Una beca de la Universitat Johns Hopkins porta aquest nom en honor seu.
Un altre fotògraf de nu notable de les primeres dues dècades va ser Arundel Holmes Nicholls. La seva obra, que apareix als arxius de l'Institut Kinsey, té composicions artístiques, sovint donant un fulgor iridescent a les seves figures. Seguint en els passos de Mandel, Nicholls va afavorir les sessions de fotos tirades a l'exterior.
Moltes fotografies d'aquesta època eren fetes malbé intencionadament. Bellocq, per exemple, freqüentment rascava les cares de les seves models per amagar les seves identitats; algunes altres eren retratades duent màscares. Peter Marshall escriu, "Fins i tot en l'atmosfera relativament bohèmia de Carmel (Califòrnia), durant les dècades del 1920 i el 1930, fins i tot Edward Weston havia de fotografiar moltes les seves models sense mostrar les seves cares, i uns 75 anys més tard, moltes comunitats estan menys obertes sobre aquestes coses del que Carmel ho estava llavors."
Entre els fotògrafs de nu de la segona meitat del segle hi ha Walter Bird, John Everard, Horace Roye, Harrison Marks i Zoltán Glass. La fotografia de Roye Tomorrow's Crucifixion, mostra una model que està penjada en un crucifix i porta un careta antigàs, va provocar molta controvèrsia quan es va publicar en la premsa anglesa el 1938; en canvi, la imatge és considerada en l'actualitat una de les fotografies essencials del segle XX de l'època de la preguerra.

### Segona meitat del segle XX
Durant la Segona Guerra Mundial, les fotografies de noies de calendari van obtenir un gran públic. A diferència de fotografies eròtiques anteriors, les models de les quals normalment eren anònimes, un cert nombre de conegudes estrelles de cinema posaven per fotografies de pin-up i es promocionaven com símbols sexuals. Inicialment l'èmfasi es va posar en mostrar les cames nues, faldilles curtes o vestits de bany i figures curvilínies; però durant la dècada del 1950 aquestes fotos començaven a mostrar pits despullats. La revista Playboy, fundada el 1953, va aconseguir gran popularitat i aviat va establir el mercat de revistes per a homes i d'estil de vida. La fotografia eròtica aviat es va associar amb això i va guanyar una creixent atenció pública. Fundada el 1965, la revista Penthouse va anar més enllà i va ser la primera a mostrar clarament genitals, inicialment coberts de pèl púbic. Normalment les models miraven directament a la càmera, com si entressin en una relació amb els espectadors, principalment masculins. A la dècada del 1970, amb les reivindicacions del feminisme i la igualtat de gènere, i un humor lleuger, revistes com Cleo incloïen desplegables de nus masculins, normalment de celebritats.
L'expansió d'Internet durant la dècada del 1990 i la creixent liberalització social van dur un renovat renaixement de la fotografia eròtica. Hi ha una gran varietat de publicacions impreses i en línia, que competeixen contra les principals revistes (Playboy i Penthouse), atenent els diversos gustos. Hi ha un gran nombre de llocs web de fotografia eròtica, alguns dels quals es descriuen com pornogràfics. Quan els models es presenten d'una manera romàntica o sexualment atractiva, es pot descriure com fotografia glamour.